# Farní sbor Českobratrské církve evangelické v Mšeně u Mělníka
Farní sbor Českobratrské církve evangelické v Mšeně u Mělníka je sborem Českobratrské církve evangelické v Mšeně. Sbor spadá pod Poděbradský seniorát.
Sbor byl založen roku 1923. Kostel byl vystavěn v letech 1935–1936.
Farářem sboru je Michal Šimek, kurátorem sboru Luboš Skopec.

## Faráři sboru
- Jan Vejnar (1927–1929)
- Vladimír Chvátal (1930–1946)
- Josef Svoboda (1947–1960)
- Jan Mikulecký (1960–1968)
- Jaroslav Vanča (1968–1984)
- Jana Šimerová (1984–1997)
- Josef Kejř (2001–2004)
- Michal Šimek (2007–2005)
- Ondřej Kováč (2005–2008)
- Josef Kejř (2008–2009)
- Michal Šimek (2009–)